# Griquas
Griquas es un equipo profesional de rugby basado en la ciudad de Kimberley, en Sudáfrica. Participa anualmente en la Currie Cup y en las diferentes competencias nacionales de Sudáfrica.
Fue representado hasta 2020 por los Cheetahs en el Pro14, fecha en que fue excluido del torneo.

## Historia
Fue fundada en 1886, en la antigua colonia británica de Griqualandia Occidental, hasta el año 1999 mantuvo el nombre de Griqualand West, año en que cambió su nombre por Griquas.
Desde el año 1892 participa en la principal competición entre clubes provinciales de Sudáfrica, en la que ha logrado tres campeonatos en 1899, 1911 y 1970.
Durante su larga historia han enfrentado a diferentes equipos nacionales, logrando triunfos sobre Argentina, Australia, Irlanda y Francia además ha sido visitado en varias ocasiones por los British and Irish Lions logrando un récord ante ellos de 1 victoria, 10 derrotas y un empate.

## Palmarés
- Currie Cup (3): 1899, 1911, 1970[3]

- SA Cup (1): 2024

- Rugby Challenge (1): 2019

- Vodacom Cup (5): 1998, 2005, 2007, 2009 y 2014

- Heynemann Trophy (2): 1993, 1994

- Sport Pienaar Cup (1): 1977

- Bankfin Cup (2): 1994, 1995

## Jugadores emblemáticos
- Hendrik Roodt
- Egon Ryan Seconds